# Cemitério de Tower Hamlets
Cemitério de Tower Hamlets (em inglês:  Tower Hamlets Cemetery Park) é um cemitério histórico e memorial de guerra da Commonweath of Nations no borough Tower Hamlets em East End, Londres.
O cemitério abriu em 1841 e foi fechado para sepultamentos em 1966. É reconhecido como um dos grandes cemitérios de sua época (conhecidos atualmente como Os Sete Magníficos). Foi originalmente denominado The City of London and Tower Hamlets Cemetery mas chamado pela população local como Bow Cemetery.
É atualmente uma reserva natural, e outras áreas foram adicionadas ao parque, incluindo "Scrapyard Meadow".

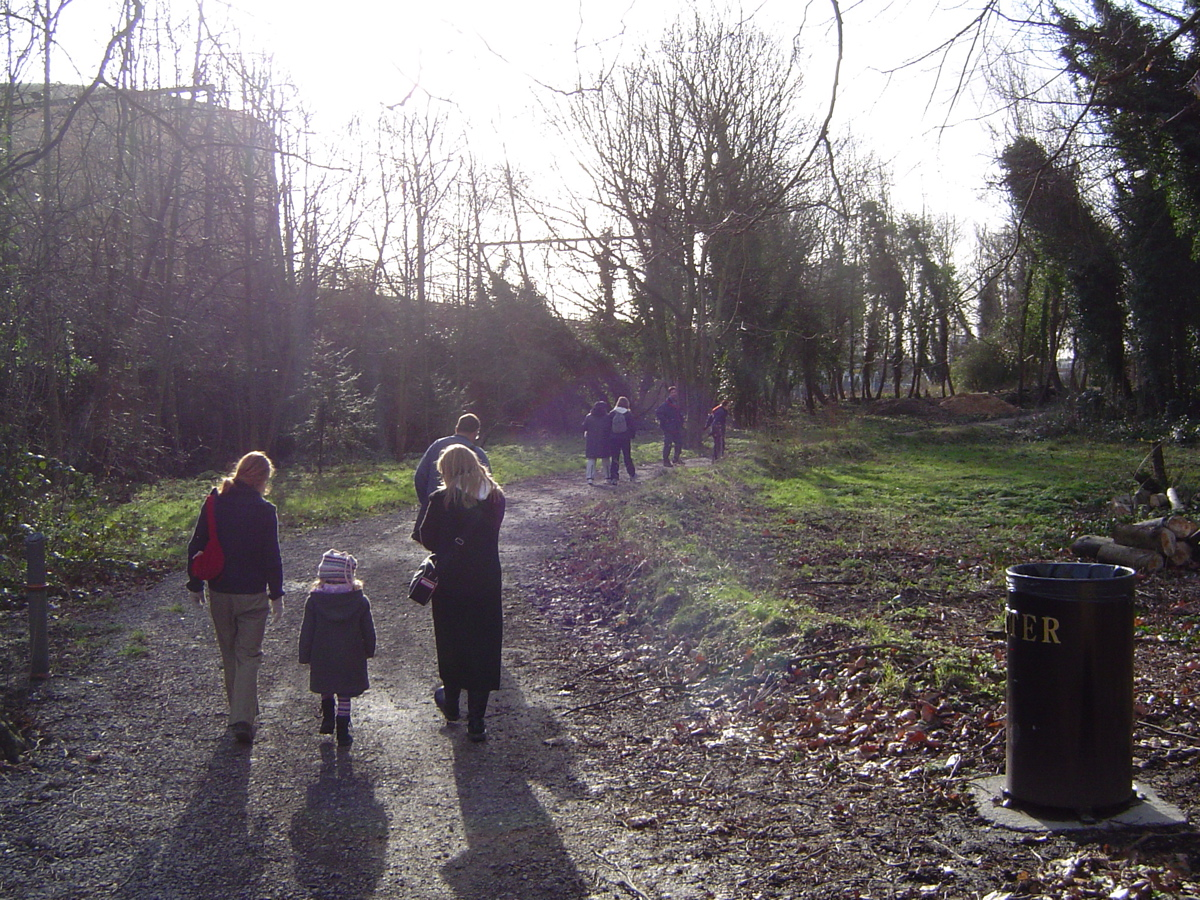
Caminhada no parque

## Sepultamentos notáveis
- Will Crooks
- Alexander Hurley: cantor e comediante, segundo marido de Marie Lloyd
- Charles Jamrach: fornecedor de animais P. T. Barnum e outros
- Rees Ralph Llewellyn: fez a autópsia de Mary Ann Nichols, considerada a primeira vítima de Jack, o Estripador
- Robert McLachlan: entomologista
- Henry Norris: engenheiro civil
- Hannah Maria Purcell: viúva de William Purcell, carpinteiro do HMS Bounty

Outros:
- Memorial Blitz, dedicado aos mortos na Blitz, erguido com tijolos das propriedades danificadas